# Momificació

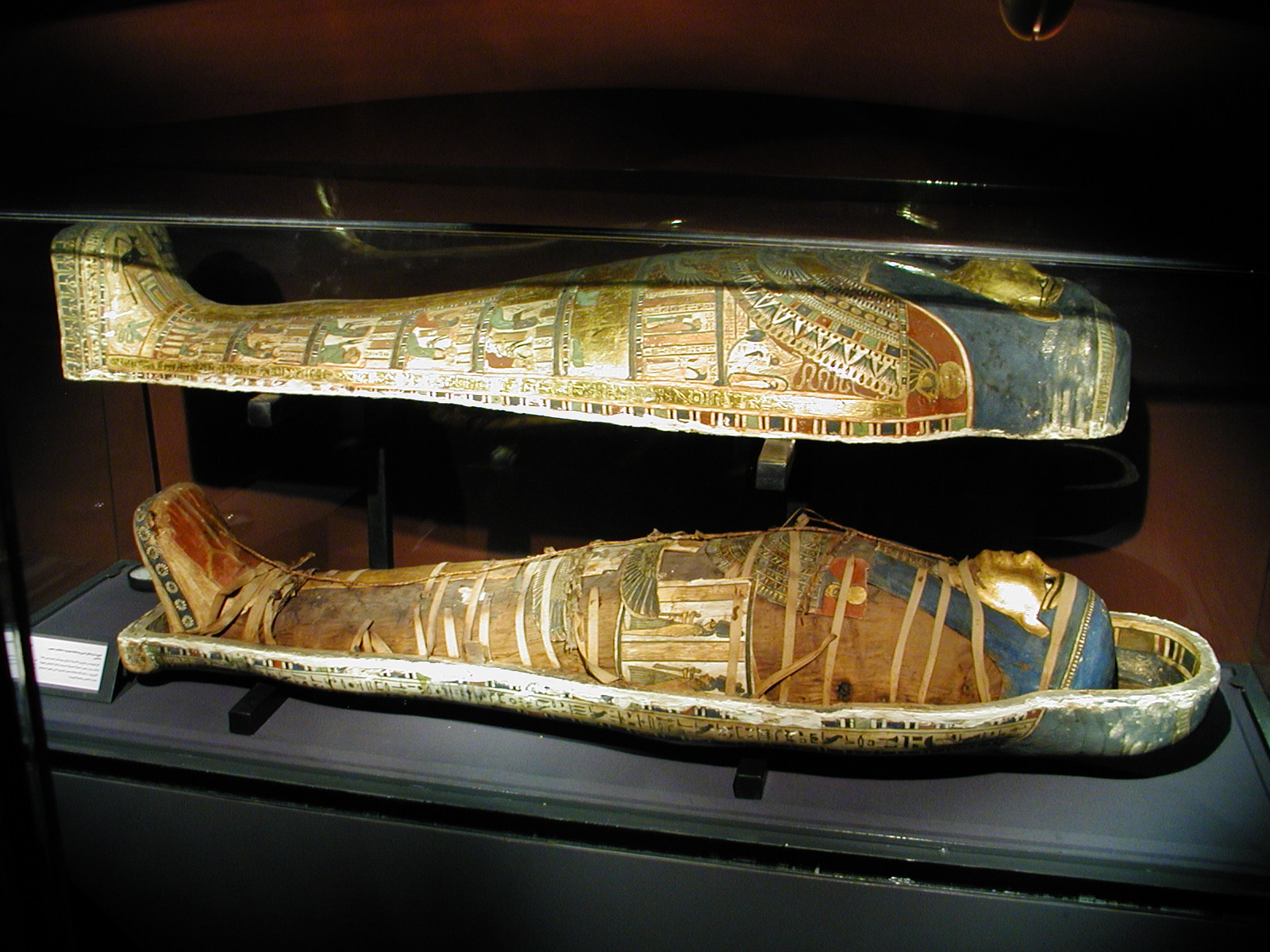
Mòmia egípcia embalsamada

La momificació és un mètode per conservar un cadàver de la putrefacció de les parts toves. Fou practicat en diverses cultures antigues, en especial pels egipcis. Algunes de les mòmies s'han conservat per accident. La momificació natural es produeix normalment en climes extrems, en les arenes seques o en el fred glacial (per exemple Ötzi l'home del Neolític trobat als Alps el 1991). Les arenes calentes del desert poden conservar un cos, deshidratant-lo. Els cossos enterrats en regions molt fredes poden congelar-se completament, el que n'impedeix la descomposició. Al nord d'Europa, les condicions inusuals que es troben en les zones pantanoses han permès conservar cossos en molt bones condicions. Al pantà de Tollund, a Dinamarca, l'any 1950 fou descobert un home mort fa 2000 anys en perfecte estat de conservació. La cultura Paracas també practicava la momificació.

## Embalsamament modern

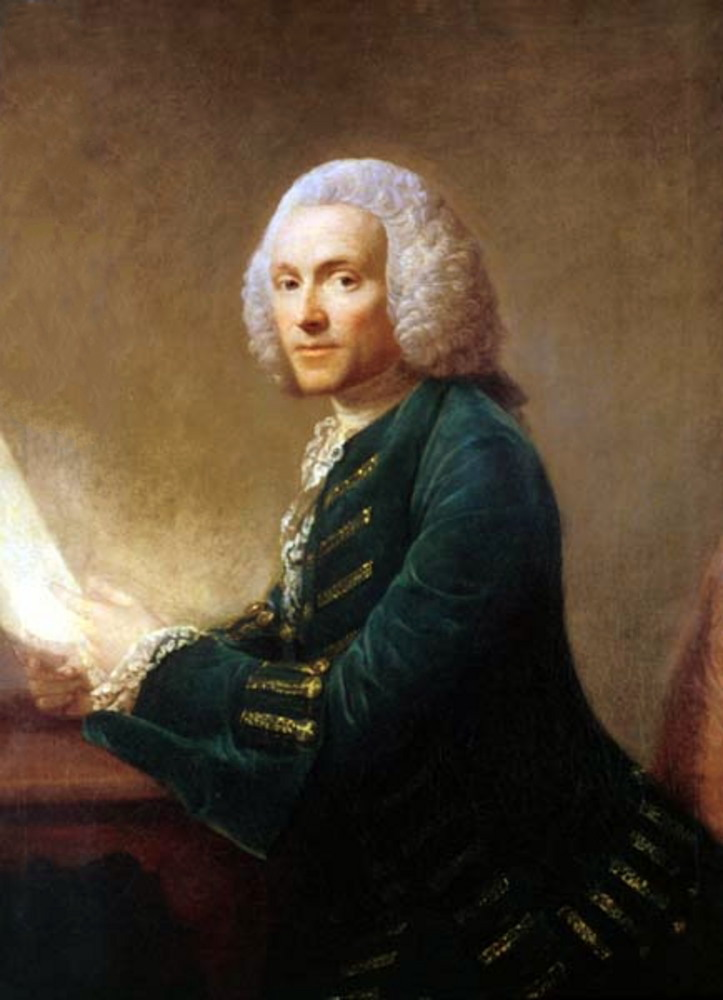
William Hunter va desenvolupar i popularitzar la tècnica moderna d'embalsamament arterial a finals del.

Als Estats Units, l'època de la Guerra Civil va provocar un interès per embalsamar i es va fer molt comú a tota la nació.
El modern mètode d'embalsamament consisteix en la injecció de diverses solucions químiques a la xarxa arterial del cos per desinfectar principalment i retardar el procés de descomposició. William Harvey, el metge anglès del segle xvii, que va ser el primer a detallar el sistema de la circulació sanguínia, va fer els seus descobriments injectant solucions de colors als cadàvers.
El cirurgià escocès William Hunter va ser el primer en desenvolupar i popularitzar la tècnica moderna d'embalsamament arterial com a nou mètode dins l'art d'embalsamar com a part de la pràctica mortuòria. Va escriure un informe molt llegit sobre els mètodes adequats per a l'embalsam arterial i de cavitats per tal de preservar els cossos per a l'enterrament. El seu germà, John Hunter, va aplicar aquests mètodes i va anunciar els seus serveis d'embalsamament al gran públic des de mitjan segle xviii.
Un dels seus clients més notoris fou el dentista Martin Van Butchell. Quan la seva esposa Maria va morir el 14 de gener de 1775, va decidir tenir-la embalsamada i convertir-la en una atracció per atreure més clients. Hunter va injectar el cos amb conservants i additius de color que feien brillar amb un cert resplendor les galtes del cadàver, va substituir els seus ulls per ulls de vidre i la va vestir amb un vestit de cordó fi. El cos fou llavors incrustat en una capa de guix de París dins d'un taüt amb una tapa de vidre.

## El cas de Nelson
Lord Nelson va ser mort per un franctirador francès al final de la batalla de Trafalgar. Com que no hi havia cap embalsamador, es va decidir conservar el seu cos en aiguardent barrejat amb càmfora i mirra, durant tot el viatge de retorn (més de dos mesos). En el moment del seu funeral estatal el 1805, es va veure que el seu cos encara es trobava en excel·lents condicions i estat de conservació.

## Procés de momificació egipci

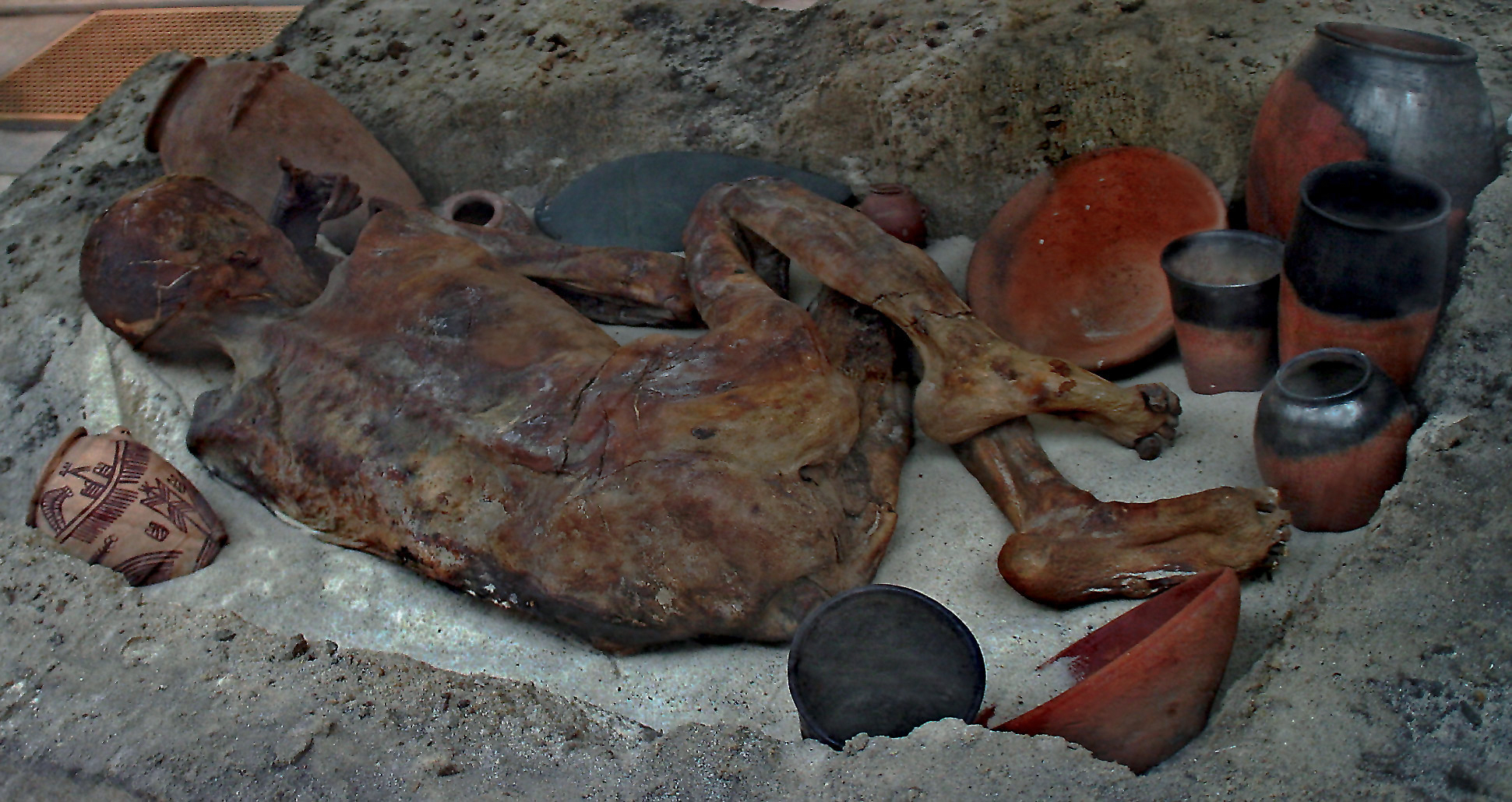
Mòmia de l'època predinàstica (Naqada II) al Museu Britànic

A l'antic Egipte, amb una cultura religiosa politeista molt sofisticada, van aprendre que havien d'assecar un cos per evitar la seva descomposició. El procés de momificació ocorre alguns cops de manera natural en climes desèrtics com el d'Egipte, és molt probable que els antics egipcis n'observessin el procés i els resultats i els perfeccionessin.
Per momificar un cadàver es va desenvolupar un mètode d'assecat amb natró, una sal natural que deixava el cos més flexible i amb més semblança de vida que assecant-lo a la sorra. El natró absorbeix l'aigua, dissol els greixos del cos i és un antisèptic suau. Aquest procés durava entre 100 i 140 dies i es practicava de la següent manera:
1. S'extreia el cervell amb un ferro corb i una barra de ferrar pel nas.
2. S'extreien les vísceres i es posaven als vasos canopis: el vas Amset conservava l'estómac i l'intestí gros, el vas Hephep conservava l'intestí prim, el vas Tuamufet nuet conservava el cor i els pulmons i el Kebehsenuf achus el fetge i la vesícula seminal.
3. S'embalsamava el cadàver i es cobria de natró. També li posaven or per aparentar ser més ric.
4. S'embenava lentament amb tèxtils de qualitat, generalment lli. Durant aquest procés s'amagaven amulets protectors entre les benes, s'untaven amb ungüents, sovint s'escrivien fórmules màgiques, també de protecció, entre els plecs i es practicaven diversos rituals de caràcter màgic.